# جيف فولر
جيف فولر (بالإنجليزية: Jeff Fowler)‏ هو رسام رسوم متحركة وكاتب سيناريو ومخرج أمريكي، ولد في 27 يوليو 1978 في نورمال في الولايات المتحدة.

## وصلات خارجية
- جيف فولر على موقع IMDb (الإنجليزية)
- جيف فولر على موقع ألو سيني (الفرنسية)
- جيف فولر على موقع ميوزك برينز (الإنجليزية)
- جيف فولر على موقع قاعدة بيانات الأفلام السويدية (السويدية)
- جيف فولر على موقع قاعدة بيانات الفيلم (الإنجليزية)